# Bundesoberstufenrealgymnasium Dreierschützengasse
Das Bundesoberstufenrealgymnasium Dreierschützengasse (abgekürzt BORG Dreierschützengasse) ist eine Schule in öffentlicher Trägerschaft im steirischen Graz in Österreich. Sie stellt die Bildungszweige des landeseinheitlichen Bildungsgrades des Oberstufenrealgymnasiums in Form einer Bundesschule zur Verfügung.
Überregionale Bekanntheit erlangte die Schule aufgrund des Amoklaufs in Graz am 10. Juni 2025, bei dem in Form eines School Shootings insgesamt 22 Personen einschließlich des Täters verletzt bzw. getötet wurden.

## Lage
Das BORG Dreierschützengasse befindet sich im vierten Grazer Stadtbezirk Lend in der Dreierschützengasse 15. Es ist nahe einer Mehrzweckeinrichtung namens Helmut-List-Halle gelegen.

## Schulisches Zusammenleben und Angebote
Die Schule schreibt auf ihrer Website, dass sämtliche Handlungen nach dem Motto GeBORGenheit stattfinden.
Es werden diese fünf Zweige angeboten:
- Informatik/Medien
- Kunst
- Musik
- Naturwissenschaften
- Theater

Die Schüler wählen zwischen Französisch- und Lateinunterricht.

## Geschichte
Das BORG Dreierschützengasse war einst das MUPÄD (Musisch-Pädagogisches Gymnasium) Graz im Bereich der Pädagogische Hochschule Steiermark am Hasnerplatz (Geidorf). Aus den zwei Schulen, die getrennt für Knaben und Mädchen geführt wurden, entstanden später zwei gemischte Bundesoberstufenrealgymnasien im selben Haus Hasnerplatz 12, von denen das BORG I als BORG Monsberger zuerst an die Hasenheide verlegt wurde, das BORG II blieb noch länger im Haus. Im Schuljahr 2002/2003 bezog dann das BORG II ein neues Schulgebäude in der Dreierschützengasse 15. Der moderne Schulbau wurde vom Grazer Architekturbüro Gangoly & Kristiner geplant und im Auftrag der Republik Österreich als Bundesschule umgesetzt. Das viergeschoßige Gebäude vereint funktionale Bildungsarchitektur mit offenen Lernzonen und hellen, kommunikativen Raumstrukturen.
Im Jahr 2015 wurde die Schule Mitglied der österreichweiten Bildunginitiative voXmi (Vielfalt und Mehrsprachigkeit in der Schule), die den bewussten Umgang mit Sprachenvielfalt sowie interkulturelle Kompetenzen fördert.

### Namensherkunft
Die Schule wurde nach der vor ihrem Haupteingang verlaufenden Straße (Dreierschützengasse) benannt. Der Name der Straße selbst geht auf das Infanterieregiment „Erzherzog Karl“ der k.u.k. Armee zurück, welches aufgrund der vergebenen Stammnummer 3 auch als „Dreierschützen“ bezeichnet wurde. Die Namensgebung selbst stellt in Graz keinen Einzelfall dar, wobei sich die Zweierbosniakengasse, die Sechsundzwanziger-Schützen-Gasse und die Siebenundvierzigergasse als Beispiele anführen lassen, welche jeweils nach dem k.u.k. Infanterieregiment „Alexander I. Kaiser von Russland“ (Nr. 2), dem k.u.k. Infanterieregiment „Schreiber“ (Nr. 26) sowie dem k.u.k. Infanterieregiment „Graf von Beck-Rzikowsky“ (Nr. 47) benannt wurden (siehe dazu auch Liste der Straßennamen von Graz).
Im Nachlauf des Amoklaufs vom 10. Juni wurde überlegt, den Namen der Schule zu ändern, ein konkreter Name ist noch nicht bekannt. Die Grazer Bürgermeisterin Elke Kahr (KPÖ) äußerte sich am 21. Juni 2025 im Mittagsjournal auf Ö1 zur Namensänderung dahingehend, dass sie eine Notwendigkeit in der Änderung des Straßennamens nicht sehe, „aber, die Schule selbst anders zu benennen, macht definitiv Sinn“. Die Namensänderung soll einen symbolischen Neuanfang darstellen.

### Amoklauf am 10. Juni 2025

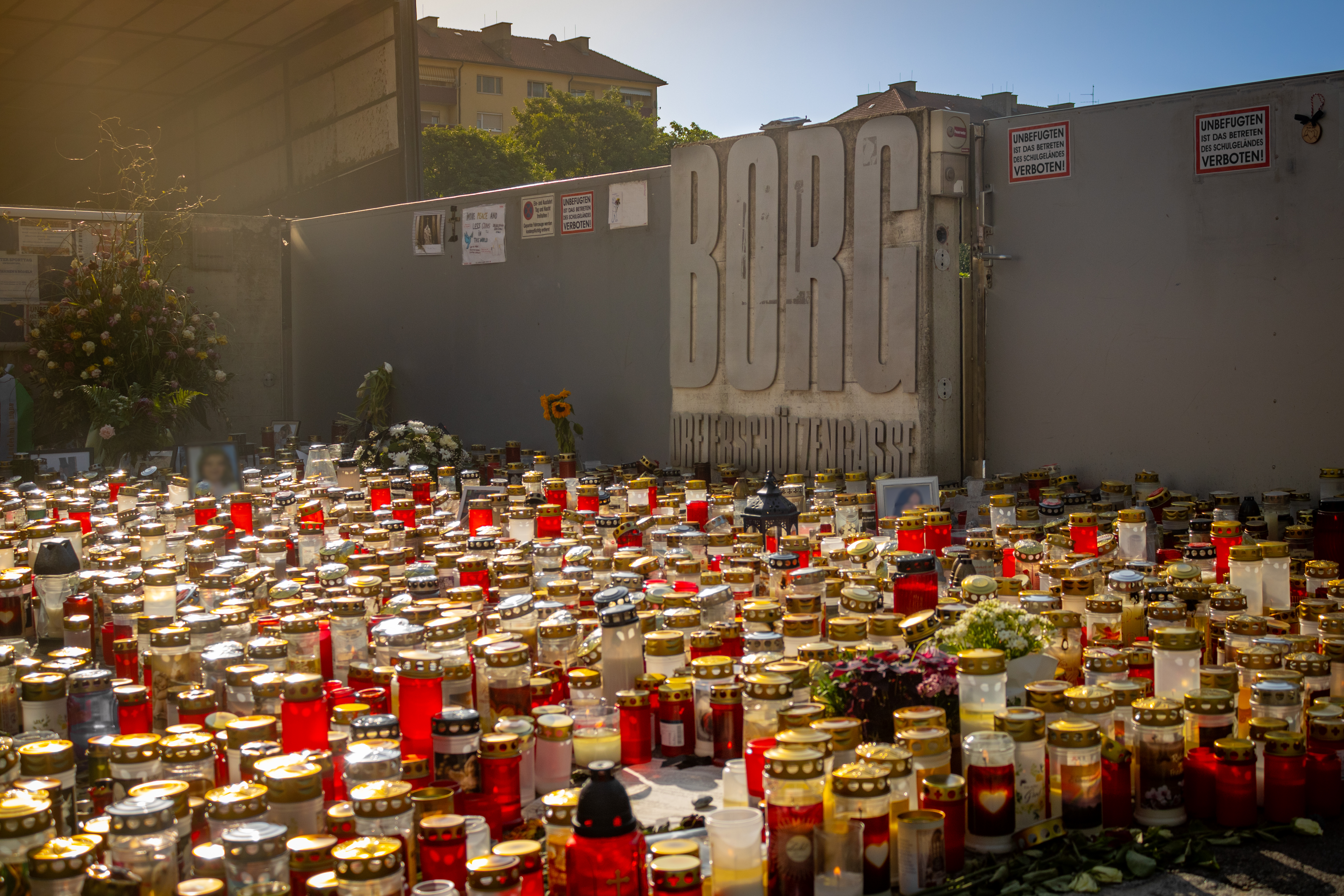
Kerzenmeer zum Gedenken an die Opfer des Amoklaufes vor dem Haupteingang der Schule (15. Juni 2025).

Bei einem School Shooting an der Bildungseinrichtung wurden neun Schülerinnen bzw. Schüler, eine Lehrerin und der Amokläufer selbst, ein ehemaliger Schüler der Bildungseinrichtung, getötet. Des Weiteren wurden elf Personen verletzt, mehrere davon schwer. Die Gesamtzahl der Verletzten bzw. Getöteten beläuft sich auf 22.
Der Amoklauf löste in Österreich und weltweit Bedauern aus. Auch Papst Leo XIV. äußerte sich mit großer Trauer bezüglich der Tat und betete für die Opfer und deren Hinterbliebene.
In der Folge wurden in Österreich schulpsychologische und waffenrechtliche Konsequenzen in Aussicht gestellt.
Elisabeth Meixner,  Bildungsdirektorin Steiermark, äußert am 16. Juli 2025, das Ergebnis der Projektgruppe sei: Unter Mitwirkung eines Künstlers und Einbeziehung der Schüler soll das Schulgebäude baulich und farblich umgestaltet werden. Übergangsweise wird in oder bei der List-Halle Übergangsquartier für die Ferien bezogen, danach soll wieder das umgestaltete Schulgebäude bezogen werden. Eine Umbenennung der Schule ist derzeit kein Thema.